# リアム・エイケン
リアム・エイケン （Liam Aiken, 本名: Liam Padraic Aiken, 1990年1月7日 - ）は、アメリカの俳優。ニューヨーク出身。作品によってリーアム・エイケンとの表記もあり。

## 人物
1990年1月7日、ニューヨーク州マンハッタンに、MTVのディレクターとしても活躍していた父ビルと、母モイヤの下に生まれる。一人っ子。1992年に父が亡くなり、大学進学の資金のため、母の勧めで演技を始める。フォードのCM出演がはじめての仕事。7歳の時、『人形の家』でブロードウェイデビューを果たし、同年、ハル・ハートリー監督の『ヘンリー・フール』でパーカー・ポージーの息子役として映画デビュー。10年後の2007年に製作された『Fay Grim』でも同じ役で出演している。
身長は173センチ。
グリーン・デイなどのロックバンドを好み、自身も "Saint Levi" というバンドでボーカルを担当している。

## 出演作品
| 公開年 | 邦題 原題                                                                                | 役名                 | 備考 |
| ------ | ---------------------------------------------------------------------------------------- | -------------------- | ---- |
| 1997   | ヘンリー・フール Henry Fool                                                              | ネッド・グリム       |      |
| 1998   | 私の愛情の対象 The Object of My Affection                                                | ネイサン             |      |
| 1998   | グッドナイト・ムーン Stepmom                                                             | ベン・ハリソン       |      |
| 1998   | ダブル・ガントレット Montana                                                             |                      |      |
| 2000   | 永遠のアフリカ I Dreamed of Africa                                                       | エマニュエル(少年期) |      |
| 2001   | スウィート・ノベンバー Sweet November                                                    | アブナー             |      |
| 2003   | ロード・トゥ・パーディション Road to Perdition                                           | ピーター・サリヴァン |      |
| 2003   | 惑星「犬」。 Good Boy!                                                                   | オーエン・ベイカー   |      |
| 2004   | レモニー・スニケットの世にも不幸せな物語 Lemony Snicket's A Series of Unfortunate Events | クラウス             |      |
| 2008   | エアボーン Airborn                                                                       | マット・クルーズ     |      |
| 2010   | キラー・インサイド・ミー The Killer Inside Me                                            | ジョニー・パパス     |      |